# الفتاة المفقودة (فلم)
الزوجة المفقودة (بالإنجليزية: Gone Girl) فيلم إثارة أمريكي صدر عام 2014 من إخراج ديفيد فينشر وسيناريو جيليان فلين مأخوذ عن روايتها التي تحمل نفس الاسم. الفيلم من بطولة بن أفليك وروزاموند بايك ونيل باتريك هاريس وتايلر بيري وكاري كون.
تدور أحداث الفيلم في وسط غرب الولايات المتحدة، حين تبدأ الأحداث بلغز حول رجلٍ اختفت زوجته صباح عيد زواجهم الخامس لتُوجه اصابع الإتهام نحوه بعد فترةٍ وجيزة. يُعالج الفيلم قضية عدم الأمانة والإعلام وتأثيرات الأوضاع الاقتصادية على الزواج وطريقة رؤية الناس لبعضهم البعض.
عُرض الفيلم لأول مرة في مهرجان نيويورك السينمائي في 26 سبتمبر 2014 وعرض لاحقا في صالات السينما في 3 أكتوبر 2014 وحَظي بإستقبالٍ إيجابيٍ جداً على الصعيدين النقدي والتجاري. نال الفيلم 4 ترشيحات لجائزة الغولدن غلوب من بينها أفضل مخرج وأفضل ممثلة - فيلم دراما.
عُرض إصدار مسرحي له على مستوى البلاد في 3 أكتوبر. حيث حقق الفيلم نجاحًا نقديًا وتجاريًا، إذ بلغ إجمالي أرباحه 369 مليون دولار بميزانية قدرها 61 مليون دولار، ليصبح الفيلم الأكثر ربحًا لفينشر.
نال أداء بايك استحسان النقاد على نطاق واسع، وتلقت ترشيحات لجائزة الأوسكار، وجائزة بافتا، وجائزة جولدن جلوب، وجائزة نقابة ممثلي الشاشة لأفضل ممثلة. تضمنت الترشيحات الإضافية جائزة غولدن غلوب لأفضل مخرج لجائزة فينشر وجائزة غولدن غلوب، وبافتا، وترشيحات جائزة اختيار النقاد لسيناريو فلين المعدل، والذي فاز باختيار النقاد.

## القصة
في ذكرى زواجه الخامس، يعود نيك دان إلى منزله ليكتشف اختفاء زوجته إيمي. والذي يُستقبل بتغطية
إعلامية كبيرة، كون إيمي تعد مصدر الإلهام لكُتَّاب الأطفال عبر تجسيدها في الواقع حياة الشخصية الرسوميّة إيمي المذهلة الذي كتبه والداها. تدور الشكوك بداية كون نيك قام بقتل زوجه، بسبب تصرفاته الغريبة والتعامل ببرود مع القضية، ذلك ما يُفسره الإعلام بسمات شخصية معتلة اجتماعياً.
يكشف استرجاع فني أن زواج نيك وإيمي قد تفكك، كلاهما فقد وظيفته في الركود الاقتصادي وانتقلا منمدينة نيويورك إلى ميسوري. ليصبح نيك كسول ومشتت وخائن لزوجته. تكشف المحققة روندا بوني عن أدلة على مشاكل المالية ونزاعات منزلية وتقرير يشير إلى أن إيمي حاولت شراء مسدس، ودليل مخفي بصورة ضعيفة يدل على حدوث صراع. هي أيضاً تجد تقرير طبي يشير إلى أن إيمي حامل، وهذا ما ينكر نيك معرفته.
من خلال أدلة تركتها إيمي لنيك، يُكشف أن إيمي خططت لتلفيق نيك بتهمة قتلها عن طريق دمج نفسها في الحياة المحلية هناك في ميسوري، وتزوير حملها وافتعال دفتر مذكرات تصف خوفها من زوجها. تغير إيمي مظهرها وتختبئ في مخيم بعيد، معتقدة أن نيك سوف يدان ويعدم بتهمة القتل.
يقوم نيك بتعيين تانر بولت، محامي مختص بالدفاع عن الازواج المتهمين بقتل زوجاتهم، لإثبات براءته. يلتقي نيك بحبيب إيمي السابق تومي أوهيرا، الذي يزعم أن إيمي لفقت له تهمة اغتصابها. يذهب نيك أيضاً لمقابلة حبيب سابق آخر يدعى ديزي كولينجز - والذي قدمت إيمي ضده أمر تقييدي في الماضي - لكن ديزي يرفض الكشف عن أي تفاصيل.
عندما يُسرق مالها، تتصل إيمي بديزي وتقنعه أنها هربت من نيك خوفاً على حياتها. مما يدفعه للذهاب إليها وأخذها للتخفي في منزله الصيفي، المجهز بكاميرات مراقبة. يقنع نيك أخته التوأم، مارغو، ببراءته. ويطلب بولت المحامي من كلا نيك وعشيقته آندي أن يفصحا عن علاقتهما للإعلام لحشد شعبية واستعطاف الجمهور، عندها تقوم عشيقة نيك وطالبته آندي فيتزجيرالد بالكشف عن علاقتها في مؤتمر صحفي. يظهر نيك في برنامج حواري على التلفاز للاعتذار عن فشله كزوج أملاً في استدراج إيمي، ويقسم أنه ليس قاتل. أداءه على التلفاز يحسن من صورته العامة ويعيد إحياء مشاعر إيمي له. تقوم إيمي باستخدام كاميرات البيت لصالحها، حيث جعلت الأمر يبدو أن ديزي خطفها واعتدى عليها. بعد ذلك تقوم بإغرائه وقتله أثناء ممارسة الجنس، ثم تعود إلى البيت مغطاة بالدم، مشيرة أن ديزي هو خاطفها والمعتدي عليها، وتخرج نيك من دائرة الإتهام.
تخبر إيمي نيك بالحقيقة، قائلة أن الرجل الذي شاهدته يتوسل لعودتها على التلفاز هو الرجل الذي تريده أن يكون مجدداً. يشارك نيك هذه المعلومات مع بوني وبولت ومارغو، لكن ليس هناك طريقة لإثبات ذنب إيمي. يعتزم نيك هجر إيمي وفضح أكاذيبها، لكنه تكشف إنها حامل، بعد أن استخدمت الحيوانات المنوية الخاصة به الموجودة في عيادة الخصوبة. يشك نيك أن الطفل له ويقول أنه سيجري أختبار أبوة.
يدفع نيك إيمي إلى الحائط بقوة بعد إصرارها على أن يبقيا متزوجين، لكن يشعر بالمسؤولية تجاه الطفل. على الرغم من معارضة مارغو، ويقرر البقاء مع إيمي. الاثنان يعلنان على التلفاز أنهما سيرزقان بطفل.

## طاقم التمثيل
- بن أفليك بدور نيك دان
- روزاموند بايك بدور إيمي إليوت-دان، زوجة نيك المفقودة.
- نيل باتريك هاريس بدور ديزي كولينجس، حبيب سابق من ماضي إيمي.
- تايلر بيري بدور تانر بولت، محامي نيك.
- كاري كون بدور مارغو دان، شقيقة نيك التوأم.
- كيم ديكينز بدور المحققة روندا بوني
- باتريك فيوجت بدور المحقق جيم غيلبين
- كاسي ويلسون بدور نويل هوثورن، جارة نيك وإيمي الفضولية.
- ميسي بايل بدور إلين ابوت، مقدمة برنامج تلفزيوني شهير.

## الإنتاج

### تطوير

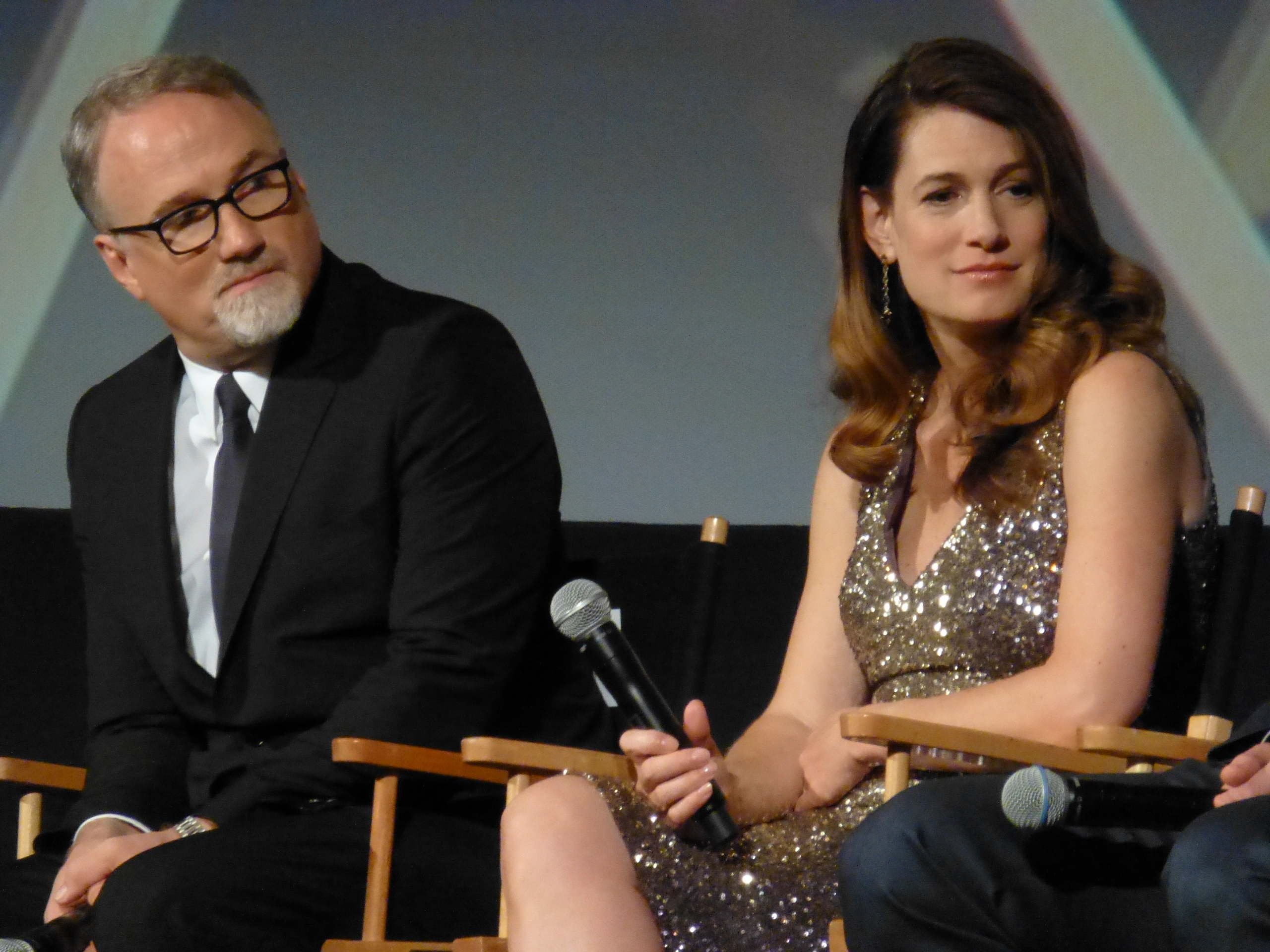
ديفيد فينشر وجيليان فلين في العرض الأول للفيلم في مهرجان نيويورك السينمائي الثاني والخمسين

Gone Girl هو فيلم مقتبس عن رواية Flynn لعام 2012 التي تحمل الاسم نفسه. قرأ أحد المنتجين التنفيذيين للفيلم، ليزلي ديكسون، مخطوطة الرواية في عام 2011 ولفت انتباه ريس ويذرسبون (الذي كان من المقرر في الأصل أن تلعب دور آمي) في ديسمبر من ذلك العام. تعاون ويذرسبون وديكسون بعد ذلك مع برونا باباندريا لتطوير المخطوطة بشكل أكبر - مع وكيل أفلام فلين، شاري سمايلي، التقيا باستوديوهات الأفلام في أوائل عام 2012.
بعد إصدار الرواية في يونيو 2012، اختار استوديو 20th Century Fox الكتاب في صفقة مع Flynn، حيث تفاوضت المؤلفة على أنها ستكون مسؤولة عن المسودة الأولى من السيناريو. بحلول أكتوبر 2012 تقريبًا، كانت فلين منخرطة في إنتاج المسودة الأولى بينما كانت تشارك أيضًا في الجولة الترويجية لروايتها. اعترف فلين لاحقًا، وهو كاتب سيناريو لأول مرة في ذلك الوقت، قائلاً: «لقد شعرت بالتأكيد أنني في البحر كثيرًا من الأوقات، وأشعر بأنني أجد طريقي.» 
قدمت فلين مسودة أول سيناريو لها إلى استوديو فوكس في ديسمبر 2012، قبل أن يتم اختيار فينشر كمخرج للمشروع. كان فينشر قد أعرب بالفعل عن اهتمامه بالمشروع، وبعد الانتهاء من قراءة مسودة فلين الأولى، تم تحديد موعد اجتماع بين المخرج والمؤلف في غضون أيام. عادة، يتم إزالة المؤلفين من تعديلات الفيلم بعد المسودة الأولى ويتولى كاتب السيناريو ذو الخبرة؛ ولكن، في هذه المناسبة، وافق فينشر على العمل مع فلين في المشروع بأكمله. أوضح فلين لاحقًا: «... استجاب [فينشر] للمسودة الأولى ولدينا نوع من الحساسيات المماثلة. لقد أحببنا نفس الأشياء في الكتاب، وأردنا نفس الشيء في الفيلم.» 
لمزيد من التحضير، درس فلين كتب السيناريو والتقى أيضًا بستيف كلوفز، الذي كتب سيناريوهات سلسلة هاري بوتر . قدم فينشر أيضًا إرشادات ونصح المؤلف: «ليس لدينا القدرة على إهداء الجمهور بأفكار الشخصيات، لذا أخبرني كيف يتصرفون». أثناء إنتاج السيناريو النهائي، انخرط فينشر وفلين في علاقة عمل مكثفة ذهابًا وإيابًا: أرسل فلين لفينشر «مساحات كبيرة» من الكتابة، والتي قام بمراجعتها بعد ذلك، ثم ناقش فينشر الأجزاء مع فلين عبر الهاتف. في النهاية، تمت إعادة كتابة بعض المشاهد «اثنتي عشرة مرة»، في حين لم تتغير المشاهد الأخرى.
بعد إصدار الفيلم، تحدثت فلين عن عملية تكيف ساحقة، تناولت فيها كتابًا من 500 صفحة بحبكة معقدة؛ وأوضحت أن تجربتها في العمل مع إحدى المجلات تعني أنها «لم تكن غالية في القطع» نتيجة لعملية التقطير، فقدت معظم قصص الوالدين، لذلك لم تظهر والدة شخصية Desi Collings في الفيلم، ولم يكن من الممكن تضمين ذكريات الماضي عن والدة نيك دن الميتة.
فيما يتعلق بنهاية الفيلم، كشفت فلين أنها جربت «الكثير من التكرارات». ومن الجوانب التي كانت متأكدة منها حضور وسائل الإعلام التي وصفتها بـ «اللاعب الثالث» إلى جانب نيك وإيمي. وبكلمات فلين: «بمجرد أن وصلنا إلى النهاية، أردت أن تختتم بسرعة. لم أكن أريد 8 ملايين حلقة أخرى. . . لم يكن لدي أي مشكلة في رمي الأشياء ومحاولة اكتشاف أفضل طريقة للوصول إلى هناك.» 
استمتعت فلين بتجربة صنع الفيلم، وأعربت عن تقديرها لمشاركة فينشر، لأنه «أحب الكتاب حقًا ولم يرغب في تحويله إلى شيء آخر غير ما كان عليه بالفعل»، وطمأنها أيضًا، حتى عندما لقد خمنت نفسها ثانية. وصف فينشر أعمال كتابة السيناريو لفلين بأنها «ذكية للغاية» و «ماكرة» و «شديدة الوضوح».

### التصوير
في 11 سبتمبر 2013، بدأ طاقم فيلم Gone Girl في تصوير لقطات. بدأ التصوير الرئيسي في 15 سبتمبر في كيب جيراردو، ميسوري، وكان من المقرر أن يستمر حوالي خمسة أسابيع. تم تصوير بعض المشاهد الداخلية في لوس أنجلوس،  مع باب لا يمكن تكراره يتم شحنه هناك من كيب جيراردو.
ووفقا لمنتج سيان تشافين، اتخذ فينشر، في المتوسط، ما يصل إلى 50 يستغرقه كل مشهد،  في حين قال فلين أنه على الرغم من فينشر هو مدير البصري، فهو دقيق حول صحة تغيرت -Fincher مشهد الذي ايمي تجمع دمها، لأنه يعتقد أنه أمر لا يصدق.
تم إيقاف الإنتاج لمدة أربعة أيام عندما رفض أفليك، أحد مشجعي بوسطن ريد سوكس، ارتداء قبعة نيويورك يانكيز للمشهد. في النهاية، توصل فينشر وأفليك إلى حل وسط وارتدى أفليك قبعة نيويورك ميتس في المشهد.
وصف فينشر فيما بعد أفليك بأنه «مشرق للغاية» فيما يتعلق بالطريقة التي استند بها إلى تجربته الخاصة مع وسائل الإعلام لشخصية نيك دن. أوضح فينشر أن أفليك «يتمتع بروح الدعابة والذكاء الكبير حول ماهية هذا الموقف ومدى إحباطه». ووصف فينشر سلوك وسائل الإعلام في الفيلم بأنه «مأساة مصاص دماء»، لكنه أوضح أن «نيويورك تايمز وإن بي آر ليسا في أحواض الزهور في منزل دن».

## موسيقى

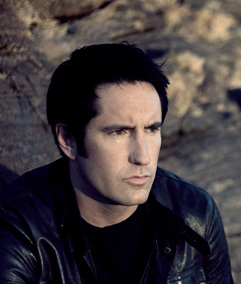
شارك Trent Reznor في كتابة نتيجة الفيلم.

في 21 يناير 2014، أعلن ترينت ريزنور أنه وأتيكوس روس سيقدمان النتيجة،  بمناسبة تعاونهما الثالث مع فينشر، عقب الشبكة الاجتماعية والفتاة ذات وشم التنين . استلهم فينشر من الموسيقى التي سمعها أثناء وجوده في موعد مع مقوم العظام وكلف Reznor بإنشاء المكافئ الموسيقي لواجهة غير صادقة.
النتيجة الإجمالية عبارة عن مزيج من الأصوات المهدئة مع ضوضاء إلكترونية متقطعة، مما يؤدي إلى جودة مزعجة ومثيرة للقلق. ويختتم كاتب NPR آندي بيتا قائلاً: «يستمتع Reznor و Ross بكونهما في أجمل حالاتهما، مع العلم أن ذلك سيجعل اللحظات الوحشية لـ Gone Girl أكثر رعبًا.»  غنى ريتشارد باتلر من فيلم The Psychedelic Furs نسخة غلاف لأغنية «هي»، والتي تم استخدامها في إعلان الفيلم التشويقي. تم إصدار ألبوم الموسيقى التصويرية على ملصق كولومبيا في 30 سبتمبر 2014.

## الإصدار

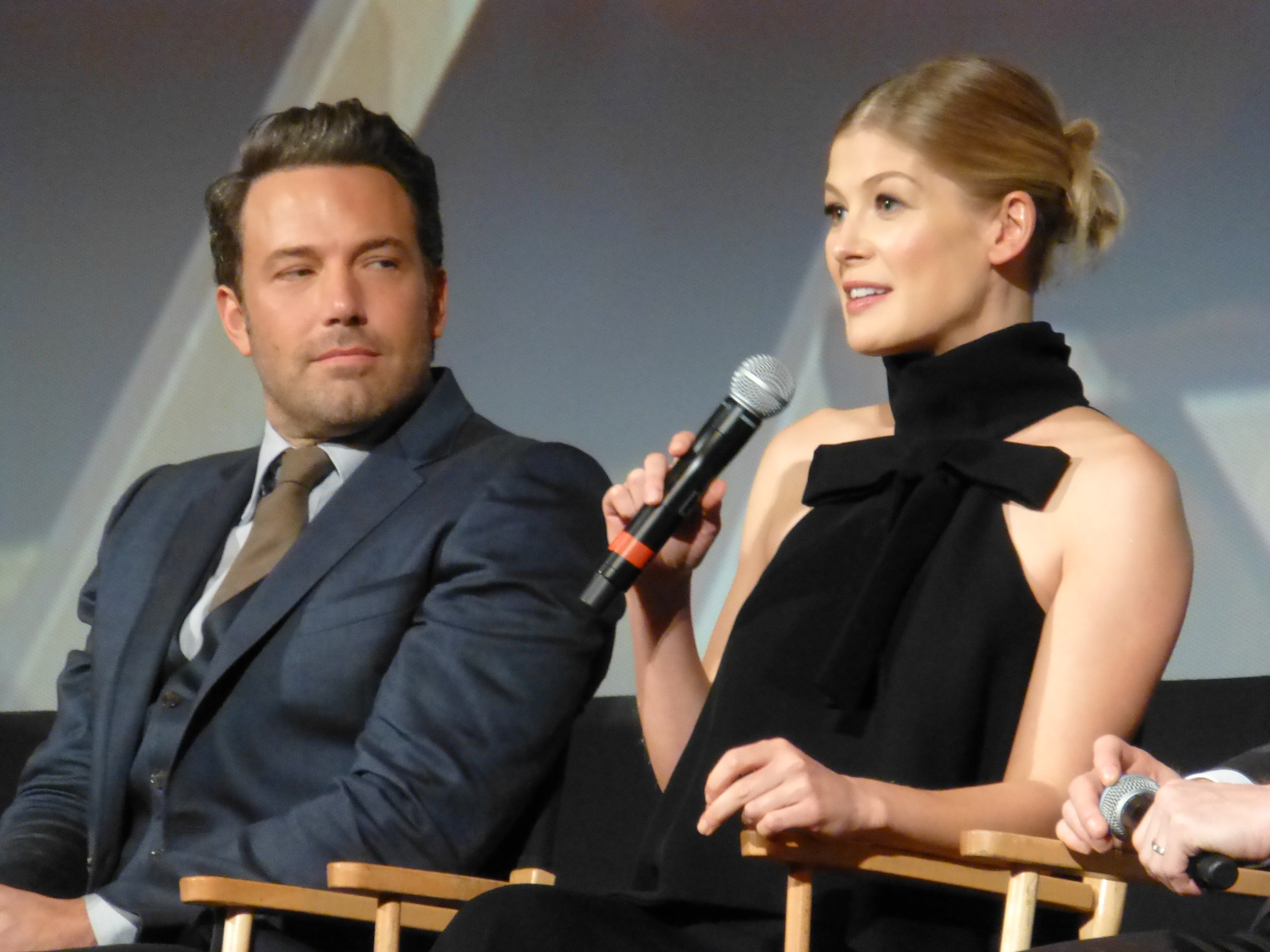
أفليك وبايك في العرض الأول للفيلم

افتتحت Gone Girl مهرجان نيويورك السينمائي الثاني والخمسين، وتلقت تغطية صحفية رفيعة المستوى ومراجعات إيجابية مبكرة. شهد إصدارًا وطنيًا في أمريكا الشمالية في 3014 مسارح في 3 أكتوبر 2014. بالتزامن مع إصدار أمريكا الشمالية، تم إطلاق Gone Girl على 5270 شاشة في 39 سوقًا دوليًا مثل المملكة المتحدة وألمانيا، في عطلة نهاية الأسبوع الافتتاحية.

### وسائط المنزل
تم إصدار Gone Girl على DVD وBlu-ray في 13 يناير 2015. يأتي إصدار Blu-ray مع كتاب Amy المذهل المكون من 36 صفحة يسمى Tattle Tale . التعليق الصوتي مع Fincher هو الميزة الخاصة الوحيدة المضمنة في DVD / Blu-Ray.

## استقبال

### بوكس أوفيس
حققت Gone Girl أرباحًا بلغت 167.8 مليون دولار في الولايات المتحدة وكندا و 201.6 مليون دولار في أقاليم أخرى بإجمالي 369.3 مليون دولار عالميًا، مقابل ميزانية إنتاج قدرها 61 مليون دولار. وباحتساب جميع النفقات، قدرت ديدلاين هوليوود أن الفيلم حقق ربحًا قدره 129.99 مليون دولار، مما يجعله أحد أكثر الأفلام ربحًا لعام 2014.
صدر الفيلم في 3 أكتوبر 2014 في أمريكا الشمالية في 3014 مسارح وحقق 13.1 مليون دولار في يوم الافتتاح  (بما في ذلك 1.3 مليون دولار حصل عليها من عروض ليلة الخميس المتأخرة). أنهى المركز الأول في شباك التذاكر في أمريكا الشمالية وحقق 37.5 مليون دولار بعد منافسة العنق والرقبة مع Warner Bros. / فيلم الرعب أنابيل New Line Cinema وحقق 37.1 مليون دولار. الفيلم هو أكبر ظهور في مسيرة فينشر المهنية (كسر افتتاح غرفة الذعر). كان أيضًا ثالث أكبر افتتاح في عطلة نهاية الأسبوع لـ Affleck - خلف Pearl Harbour (59.1 مليون دولار)، و Daredevil (40.3 مليون دولار) - وثاني أكبر افتتاح لـ Rosamund Pike - خلف Die Another Day (47 مليون دولار). الفيلم هو العاشر من حيث أكبر ظهور لأول مرة في أكتوبر بشكل عام. لعب الفيلم 60٪ إناث و 75٪ فوق 25 سنة. تصدّر الفيلم شباك التذاكر لمدة أسبوعين متتاليين على الرغم من مواجهة المنافسة مع Dracula Untold في عطلة نهاية الأسبوع الثانية  قبل أن يتفوق عليه Fury في عطلة نهاية الأسبوع الثالثة.
خارج أمريكا الشمالية، كسبت 24.6 مليون دولار من 5270 شاشة في 39 سوقًا دوليًا في عطلة نهاية الأسبوع الافتتاحية، أعلى من المتوقع. شوهدت فتحات عالية في المملكة المتحدة (6.7 مليون دولار)،  أستراليا (4.6 مليون دولار)،  فرنسا (3.65 مليون دولار)  روسيا (3.4 مليون دولار)،  وألمانيا (2.6 مليون دولار).

### نقد

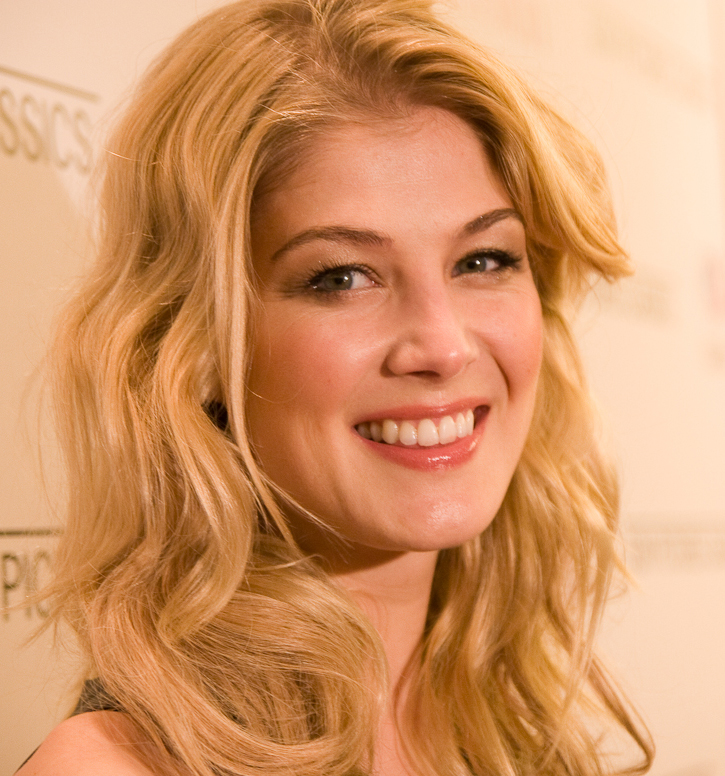
حصل أداء Rosamund Pike على إشادة واسعة النطاق وحصل على ترشيح لجائزة الأوسكار لأفضل ممثلة.

تلقى الفيلم إشادة كبيرة من معظم النقاد. حصل الفيلم على تقييم 88% على موقع الطماطم الفاسدة مع متوسط تقييم 8/10، بناءً على 249 مراجعة. الأجماع النقدي في الموقع نص على: «مظلم وذكي وأنيق لدرجةٍ كبيرة، فتاة غائبة يُظهر قوة المخرج ديفيد فينشر بينما يُظهر أقوى ما لدى النجمان بن أفليك وروزاموند بايك.» ميتاكريتيك أعطى الفيلم 79 من 100 بناءً على 49 مراجعة نقدية.
تلقت Gone Girl مراجعات إيجابية إلى حد كبير من النقاد، حيث حصل أداء Pike على وجه الخصوص على إشادة واسعة النطاق. تمنح Rotten Tomatoes الفيلم نسبة موافقة تبلغ 87٪، بناءً على 358 مراجعة، بمتوسط تقييم 8.00 / 10. يقول الإجماع النقدي لموقع الويب: «داكنة وذكية وأنيقة إلى حد الخطأ، تلعب Gone Girl دور المخرج David Fincher في نقاط القوة المريضة بينما تستخرج أفضل ما في النجمين Ben Affleck و Rosamund Pike.» أعطى ميتاكريتيك الفيلم متوسط درجة مرجح من 79 من 100، بناءً على 49 نقادًا، مما يشير إلى «المراجعات الإيجابية بشكل عام». الجماهير التي استطلعت آراؤها CinemaScore أعطت الفيلم درجة B.
و العقاب وأشاد النقاد ' الأتجاه، سيناريو، وتحرير، والنتيجة، على غرار البصرية، والعمل، وخاصة من بايك، أفليك، تايلر بيري، كاري كون، وميسي بيل. كتب كينيث توران من صحيفة لوس أنجلوس تايمز : «تم تمثيله بشكل رائع من الاثنين في الأعلى إلى أصغر الأجزاء الناطقة، من إخراج فينشر بدقة وصياغة من قبل فريقه المعتاد في غضون شبر واحد من حياته، يعرض Gone Girl الأشياء الرائعة التي يمكن يحدث عندما يكون المخرج والمواد متطابقة بشكل جيد». ووصفت مجلة الإيكونوميست الفيلم بأنه «تكيف ببراعة على الجليد. . . قد لا يكون هذا الفيلم مثاليًا - لكنه تكيف مثالي».
كتب جوشوا روثمان في صحيفة نيويوركر أنه استمتع بالفيلم «بكل مجده التجريدي والفكري وما بعد الحداثي» وأنه، على غرار روايات ما بعد الحداثة الأخرى، فإن تعديل الفيلم «غير واقعي بشكل حاسم ... الأبطال والأشرار في فيلم Gone Girl في Fincher's، ليسوا بشرًا بل قصصًا». قرر روثمان، الذي يرسم أوجه الشبه بين فيلم Gone Girl و Fight Club التكيفي لعام 1999، أن الفيلم في نهاية المطاف مهزلة ولقي صدى لدى رواد السينما لأنه يعبر عن «جزء مخيف ومربك ومقلق منا».
كتب أنتوني لين من The New Yorker : «للوهلة الأولى، Gone Girl هي فينشرلاند الطبيعية ... فلماذا لا يخدعنا الفيلم كما فعلت الشبكة الاجتماعية ؟ من كان يتنبأ بأن فيلمًا عن القتل والخيانة والخداع سيكون أقل إثارة من فيلم عن موقع على شبكة الإنترنت؟» الميل مجلة منحت ' إد جونزاليس الفيلم اثنين من النجوم الأربعة، وخلصت إلى: «فينشر وفلين ينبغي أن يكون ذهب أبعد من ذلك واشتبك حقا مع الرعب الحقيقي الذي، من خلال إعطاء علاقته مع ايمي فرصة أخرى، نيك الانغماس في واحدة من أساطير كبيرة عن النسوية: أنها تُخصي الرجال. وبدلاً من تقويض هذا الضرر، قام فينشر بتغطيته بضربات جنائزية للفرشاة، مما جعل فيلم Gone Girl الخاص به يتدهور في هاوية الإنكار المتعمد».
رداً على بعض الانتقادات الموجهة للفيلم، قال فلين: «بيت القصيد هو أن هذين شخصين يتظاهران بأنهما شخصان أفضل، ونسختان من رجل الأحلام وفتاة الأحلام، لكن كل منهما لم يستطع الاحتفاظ بهما. حتى يدمروا بعضهم البعض».

### الجوائز والترشيحات
حصلت Gone Girl على جوائز وترشيحات في مجموعة متنوعة من الفئات مع الثناء على اتجاهها وأداء Pike وسيناريو Flynn والموسيقى التصويرية. في حفل توزيع جوائز الأوسكار السابع والثمانين، تلقت بايك ترشيحًا لأفضل ممثلة. حصل الفيلم على أربعة ترشيحات في حفل توزيع جوائز جولدن جلوب رقم 72 : أفضل مخرج لفينشر، أفضل ممثلة في دراما لبايك، أفضل سيناريو لفلين، وأفضل موسيقى أصلية. تلقت بايك ترشيحًا لأفضل ممثلة في حفل توزيع جوائز الأكاديمية البريطانية للأفلام الـ68 (BAFTAs). أدرج المجلس الوطني للمراجعة الفيلم في قائمة أفضل عشرة أفلام لهذا العام،  وتم ترشيح الموسيقى التصويرية لجائزة جرامي لعام 2015 لأفضل موسيقى تصويرية للوسائط المرئية.

#### أفضل عشر قوائم
تم إدراج Gone Girl في قوائم العشرة الأوائل للعديد من النقاد.
| جائزة                        | موعد الحفل      | فئة                                 | المستلم (ين) والمرشح (ين) | النتيجة | مراجع  |
| ---------------------------- | --------------- | ----------------------------------- | ------------------------- | ------- | ------ |
| جائزة الاوسكار               | 22 فبراير، 2015 | أفضل ممثلة                          | روزاموند بايك             | رُشِّح     | [ 52 ] |
| جوائز الغولدن غلوب           | 11 يناير، 2015  | أفضل مخرج                           | ديفيد فينشر               | رُشِّح     | [ 53 ] |
| جوائز الغولدن غلوب           | 11 يناير، 2015  | أفضل ممثلة                          | روزاموند بايك             | رُشِّح     | [ 53 ] |
| جوائز الغولدن غلوب           | 11 يناير، 2015  | أفضل سيناريو                        | جيليان فلين               | رُشِّح     | [ 53 ] |
| جوائز الغولدن غلوب           | 11 يناير، 2015  | أفضل موسيقى تصويرية                 | ترينت ريزنر وأتيكوس روس   | رُشِّح     | [ 53 ] |
| جوائز أفلام هوليوود          | 14 نوفمبر، 2014 | أفضل فيلم                           |                           | فوز     | [ 54 ] |
| جوائز أفلام هوليوود          | 14 نوفمبر، 2014 | جائزة كاتب السيناريو                | جيليان فلين               | فوز     | [ 54 ] |
| جوائز المجلس الوطني للمراجعة | 2 ديسمبر، 2014  | أفضل 10 أفلام في السنة              |                           | فوز     | [ 55 ] |
| جوائز ستالايت                | 15 فبراير، 2015 | أفضل فيلم                           |                           | رُشِّح     | [ 56 ] |
| جوائز ستالايت                | 15 فبراير، 2015 | أفضل مخرج                           | ديفيد فينشر               | رُشِّح     | [ 56 ] |
| جوائز ستالايت                | 15 فبراير، 2015 | أفضل ممثلة                          | روزاموند بايك             | رُشِّح     | [ 56 ] |
| جوائز ستالايت                | 15 فبراير، 2015 | أفضل سيناريو مقتبس                  | جيليان فلين               | رُشِّح     | [ 56 ] |
| جوائز ستالايت                | 15 فبراير، 2015 | أفضل تصوير سينمائي                  | جيف كورننويث              | رُشِّح     | [ 56 ] |
| جوائز ستالايت                | 15 فبراير، 2015 | أفضل موسيقى تصويرية                 | ترينت ريزنر وأتيكوس روس   | رُشِّح     | [ 56 ] |
| جوائز ستالايت                | 15 فبراير، 2015 | أفضل مونتاج صوتي                    | رن كلايس وستيف كانتاميسا  | رُشِّح     | [ 56 ] |
| جائزة نقابة ممثلي الشاشة     | 25 يناير، 2015  | أفضل أداء من قبل ممثلة في دور رئيسي | روزاموند بايك             | رُشِّح     | [ 57 ] |

## مواضيع النوع الاجتماعي
في مقابلة عام 2013 مع كاتب مجلة Time Out Novid Parsi، التي وصفت نهاية الرواية بأنها «استقطابية»، أوضحت فلين أنها أرادت أن تتعارض الرواية مع الفكرة القائلة بأن «المرأة جيدة بشكل طبيعي» وأن تُظهر أن المرأة «عادلة». بعنف مثل الرجال ". في مقابلة أجريت في تشرين الثاني (نوفمبر) 2014، اعترفت فلين بأن الاستجابة الحرجة المتعلقة بالنوع الاجتماعي قد أثرت عليها: "كان لدي حوالي 24 ساعة حيث كنت أتحليق تحت أغطائي وكنت مثل:«لقد قتلت النسوية. لماذا فعلت ذلك؟ الجرذان. لم أكن أقصد أن تفعل ذلك.' ثم سرعان ما شعرت بالراحة تجاه ما كتبته».
في 3 تشرين الأول (أكتوبر) 2014، تدوينة مدونة لمجلة السيدة، تقول ناتالي ويلسون إنه من خلال عدم معالجة الامتياز الاجتماعي لإيمي الذي يمنحها «الأموال والمهارات والمعرفة ووقت الفراغ الضروريين» للقيام باختفاء - Gone Girl هي «تبلور ألف خرافة ومخاوف كارهة للنساء حول سلوك الإناث.»  كتبت أليسا روزنبرغ في صحيفة واشنطن بوست في 3 أكتوبر 2014، أنه على الرغم من أنها كانت في البداية «غير مقتنعة» بالكتاب، إلا أن افتتانها بالرواية والفيلم يرجع جزئيًا إلى استنتاجها أن «إيمي إليوت دن هي الشخصية الخيالية الوحيدة. يمكن أن يفكر في من يمكن وصفه بدقة بأنه كاره للمرأة وكاره للفساد في آن واحد» 
في 6 أكتوبر 2014، مقالا بعنوان "ذهب فتاة هو أكبر وغد هل الزواج في حد ذاته"، إيزابل "كتب ق جيسيكا كوين:" الشاحبين الفيلم ايمي بالمقارنة مع شخصية حية نلتقي في الكتاب. تخلص من تعقيدات كتاب إيمي وستترك لديك أكثر من مجرد "عاهرة مجنونة". هذا لا يجعلها أقل جاذبية، لكنها تجعل الفيلم يبدو أكثر كراهية للنساء من الرواية ". تعترف كوين بأن هذا لم ينفي استمتاعها بالفيلم، "حيث اعتدنا نحن السيدات على هذه المظالم". كتب الوقت ' إليانا Dockterman في نفس التاريخ الذي ذهب فتاة على حد سواء "تصوير جنسي امرأة مجنونة" و "بيان النسوية"، وأن هذه الازدواجية يجعل اهتمام الفيلم. كتبت زوي هيلر من مجلة نيويورك ريفيو أوف بوكس : "إن المشكلة مع إيمي ليست أنها تتصرف بطرق شريرة ومُستهجنة، أو حتى أن سلوكها يضفي مصداقية على بعض الأوهام المعادية للمرأة. تكمن المشكلة في أنها ليست شخصية حقًا، بل هي عبارة عن رسوم متحركة لفكرة ليست مثيرة للاهتمام حول قدرة الإناث على القبح "، وخلصت إلى أن" الفيلم جزء من السخف، وليس قويًا بما يكفي في النهاية ليولد بشكل صحيح "عدم الموافقة": أتساءل فقط عن خشونتها وربما خيبة أمل طفيفة من نجاحها الحاسم ".
كتبت في صحيفة الغارديان في 6 أكتوبر 2014، انتقدت جوان سميث ما رأت أنه «إعادة تدوير لأساطير الاغتصاب» في الفيلم، مستشهدة ببحث صدر في عام 2013 والذي ذكر أن الادعاءات الكاذبة بالاغتصاب في المملكة المتحدة نادرة للغاية. كتبت: «تعيش الشخصيات في عالم موازٍ حيث يكون رد الفعل الفوري لامرأة تقول أنها تعرضت للاعتداء هو مصدر قلق نبيل. قل ذلك لجميع الضحايا، هنا وفي الولايات المتحدة، الذين رفض ضباط الشرطة المتشككون مزاعمهم». كتبت Emine Saner في صحيفة The Guardian في اليوم التالي، أن حجة سميث «لن يكون لها نفس القدر من الأهمية لو وضع هذا الفيلم ضد مجموعة واسعة من قصص النساء والشخصيات في الثقافة السائدة»، لكنها اختتمت بدعوة دوكرمان من أجل تصوير «جميع أنواع النساء في رواياتنا».
كتب Tim Kroenert، من موقع Eureka Street الأسترالي في 8 أكتوبر 2014، أن تركيز الفيلم السائد على منظور نيك «يعمل على التعتيم على دوافع إيمي (على الرغم من أنه من الممكن أنها مجرد معتل اجتماعيًا)، وتضخيم تجسيدها لـ. .. أساطير مناهضة للمرأة»؛ ومع ذلك، يخلص كروينرت إلى أن Gone Girl هي «اجترار مقنع لاستحالة معرفة عقل شخص آخر، حتى في إطار الزواج الأكثر حميمية ظاهريًا».

## تكملة
في مقابلة في أكتوبر 2014، ذكرت روزاموند بايك أنها ستعود لتتمة إذا كتبت جيليان فلين السيناريو. في يناير 2015، قالت فلين إنها منفتحة على فكرة التكملة، لكنها قالت إنه سيكون «بضع سنوات على الطريق» عندما يكون طاقم الممثلين الأصليين وطاقم العمل متاحين مرة أخرى.

## وصلات خارجية
- مقالات تستعمل روابط فنية بلا صلة مع ويكي بيانات
- ابحث عن موقع ترويجي رائع ايمي
- موقع رسمي